# Alberto Gori
Alberto Gori OFM, arab. ألبيرتو جوري (ur. 9 lutego 1889 w San Piero Agliana we Włoszech, zm. 25 listopada 1970 w Jerozolimie) – arcybiskup katolicki, łaciński patriarcha Jerozolimy, były Kustosz Ziemi Świętej, franciszkanin.

## Życiorys
Alberto Gori urodził się w San Piero Agliana w prowincji Pistoia. Należał do toskańskiej prowincji franciszkanów pw. św. Bonawentury. Święcenia kapłańskie przyjął 19 lipca 1914 w San Miniato al Tedesco. W czasie I wojny światowej służył we włoskim wojsku. Po wojnie został przez przełożonych wysłany do Palestyny, gdzie wstąpił na służbę do Kustodii Ziemi Świętej.
W Ziemi Świętej pracował najpierw w bazylice Bożego Grobu w Jerozolimie, a następnie w Aleppo w Syrii, jako dyrektor szkoły. W 1937 został wybrany przez definitorium generalne zakonu franciszkańskiego Kustoszem Ziemi Świętej. Sprawował swój urząd w czasie II wojny światowej. Brytyjczycy, którzy sprawowali władzę nad Palestyną – mandat brytyjski – nie usunęli go ze stanowiska, chociaż będąc Włochem, powinien zostać, jak inni jego rodacy, internowany lub wydalony z terenu Bliskiego Wschodu. Gori nie wzbudzał jednak żadnych podejrzeń. Jako Kustosz Gori odbudował sanktuaria Nawiedzenia w En Kerem (został uwieczniony na fresku w ołtarzu głównym) i Cudu Wskrzeszenia w Na’in. Przyjął ofiarowane Kustodii tereny na Górze Błogosławieństw nad Jeziorem Genezaret i wokół Wzgórz Hittin. W 1937 inaugurował nowe mozaiki na Kalwarii w bazylice Bożego Grobu w Jerozolimie. Rok później wzniósł budynek seminaryjny na Górze Tabor.
Jako Kustosz Gori zezwolił na przeprowadzenie wykopalisk archeologicznych w En Kerem (św. Jan na puszczy), Emaus (arab. El-Qubejbeh) i w Betanii (arab. Lazarie). Za jego rządów założono misje w Ink Zik (Ghassanieh) i Halluz w Syrii, powołano do istnienia Dzieło Misji wśród koptów w Egipcie. Gori, będąc kustoszem, przysłużył się jako mediator w konflikcie arabsko-izraelskim po II wojnie światowej oraz zabiegał o prawo do wolności wyznania dla chrześcijan u rządu Izraela. W 1947 gościł w bazylice Bożego Grobu byłego wiceprezydenta Stanów Zjednoczonych Henry Wallace’a. W latach 1947–1949 pełnił funkcję Wielkiego Mistrza Zakonu Rycerskiego Grobu Bożego w Jerozolimie.
W 1949 Gori został wybrany łacińskim patriarchą Jerozolimy. Odbył oficjalny ingres do Jerozolimy 18 lutego 1949. Będąc patriarchą, utworzył kilkanaście nowych parafii (m.in. Beit Sahur, Gaza, Nour, Irbed i Khirbeh). Przyczynił się też do rozwoju kongregacji żeńskiej Sióstr Świętego Różańca, budując dla nich aż 8 nowych klasztorów. Wziął udział w Soborze Watykańskim II.
Patriarcha Gori zmarł 25 listopada 1970 w Jerozolimie. Został pochowany w kaplicy św. Józefa w podziemiach Konkatedry Najświętszego Imienia Jezus w Jerozolimie.